# شتوكراو
شتوكراو (تُلفظ بالألمانية: [ʃtɔkəˈʁaʊ]) هي مدينة في منطقة كورنيوبرك (Korneuburg District) في النمسا السفلى، النمسا.

## توأمة
لتشوكيراو اتفاقيات توأمة مع كل من:
- موشونمادياروفار [الإنجليزية]‏
- بارانافيتشي (17 أغسطس 1989 - )

## أعلام
- بيرند جسشوييدل
- والتر تل
- ماريك أوستروفسكي
- دانييلا كيكس

## روابط خارجية
- الموقع الرسمي